# Assedio di Buda (1541)
L'assedio di Buda, durato dal 4 maggio al 21 agosto 1541, terminò con la conquista della città di Buda, in Ungheria da parte dell'esercito dell'impero ottomano, portando a 150 anni di controllo turco sul paese. L'assedio, parte della piccola guerra in Ungheria, fu una delle più importanti vittorie ottomane sulla monarchia asburgica durante le guerre ottomano-asburgiche, combattute tra il XVI al XVIII secolo in Ungheria e nei Balcani.